# Australian Open de 2020 - Dia a dia
Estes foram os jogos realizados nas quadras mais importantes a partir do primeiro dia das chaves principais.
Células em lavanda indicam sessão noturna.

## Dia 1 (20 de janeiro)
- Cabeças de chave eliminados:
  - Simples masculino:  Denis Shapovalov [13],  Borna Ćorić [25]
  - Simples feminino:  Sloane Stephens [24],  Barbora Strýcová [32]

Ordem dos jogos:
| Rod Laver Arena             | Rod Laver Arena                      | Rod Laver Arena                      | Rod Laver Arena          |
| Evento                      | Vencedor(a)/(es/as)                  | Derrotado(a)/(os/as)                 | Resultado                |
| --------------------------- | ------------------------------------ | ------------------------------------ | ------------------------ |
| Simples feminino – 1ª fase  | Naomi Osaka [3]                      | Marie Bouzková                       | 6–2, 6–4                 |
| Simples feminino – 1ª fase  | Serena Williams [8]                  | Anastasia Potapova                   | 6–0, 6–3                 |
| Simples masculino – 1ª fase | Roger Federer [3]                    | Steve Johnson                        | 6–3, 6–2, 6–2            |
| Simples feminino – 1ª fase  | Ashleigh Barty [1]                   | Lesia Tsurenko                       | 5–7, 6–1, 6–1            |
| Simples masculino – 1ª fase | Novak Djokovic [2]                   | Jan-Lennard Struff                   | 7–65, 6–2, 2–6, 6–1      |
| Margaret Court Arena        |                                      |                                      |                          |
| Evento                      | Vencedor(a)/(es/as)                  | Derrotado(a)/(os/as)                 | Resultado                |
| Simples masculino – 1ª fase | Márton Fucsovics                     | Denis Shapovalov [13]                | 6–3, 76–7, 6–1, 7–63     |
| Simples feminino – 1ª fase  | Petra Kvitová [7]                    | Kateřina Siniaková                   | 6–1, 6–0                 |
| Simples feminino – 1ª fase  | Coco Gauff                           | Venus Williams                       | 7–65, 6–3                |
| Simples masculino – 1ª fase | Stefanos Tsitsipas [6]               | Salvatore Caruso                     | 6–0, 6–2, 6–3            |
| Simples feminino – 1ª fase  | Zhang Shuai                          | Sloane Stephens [24]                 | 2–6, 7–5, 6–2            |
| Melbourne Arena             |                                      |                                      |                          |
| Evento                      | Vencedor(a)/(es/as)                  | Derrotado(a)/(os/as)                 | Resultado                |
| Simples masculino – 1ª fase | Matteo Berrettini [8]                | Andrew Harris [WC]                   | 6–3, 6–1, 6–3            |
| Simples feminino – 1ª fase  | Caroline Wozniacki                   | Kristie Ahn                          | 6–1, 6–3                 |
| Simples masculino – 1ª fase | Grigor Dimitrov [18]                 | Juan Ignacio Londero                 | 4–6, 6–2, 6–0, 6–4       |
| Simples feminino – 1ª fase  | Caty McNally [Q]                     | Samantha Stosur                      | 6–1, 6–4                 |
| Simples masculino – 1ª fase | Philipp Kohlschreiber                | Marcos Giron                         | 7–5, 6–1, 6–2            |
| 1573 Arena                  |                                      |                                      |                          |
| Evento                      | Vencedor(a)/(es/as)                  | Derrotado(a)/(os/as)                 | Resultado                |
| Simples masculino – 1ª fase | Sam Querrey                          | Borna Ćorić [25]                     | 6–3, 6–4, 6–4            |
| Simples masculino – 1ª fase | Reilly Opelka vs. Fabio Fognini [12] | Reilly Opelka vs. Fabio Fognini [12] | 6–3, 7–63, 1–0, suspenso |

## Dia 2 (21 de janeiro)
- Cabeças de chave eliminados:
  - Simples masculino:  Félix Auger-Aliassime [20],  Jo-Wilfried Tsonga [28]
  - Simples feminino:  Johanna Konta [12],  Markéta Vondroušová [15],  Amanda Anisimova [21],  Anastasija Sevastova [31]

Ordem dos jogos:
| Rod Laver Arena             | Rod Laver Arena       | Rod Laver Arena                | Rod Laver Arena                |
| Evento                      | Vencedor(a)/(es/as)   | Derrotado(a)/(os/as)           | Resultado                      |
| --------------------------- | --------------------- | ------------------------------ | ------------------------------ |
| Simples feminino – 1ª fase  | Karolína Plíšková [2] | Kristina Mladenovic            | 6–1, 7–5                       |
| Simples feminino – 1ª fase  | Donna Vekić [19]      | Maria Sharapova [WC]           | 6–3, 6–4                       |
| Simples masculino – 1ª fase | Rafael Nadal [1]      | Hugo Dellien                   | 6–2, 6–3, 6–0                  |
| Simples masculino – 1ª fase | Daniil Medvedev [4]   | Frances Tiafoe                 | 6–3, 4–6, 6–4, 6–2             |
| Simples feminino – 1ª fase  | Angelique Kerber [17] | Elisabetta Cocciaretto [Q]     | 6–2, 6–2                       |
| Margaret Court Arena        |                       |                                |                                |
| Evento                      | Vencedor(a)/(es/as)   | Derrotado(a)/(os/as)           | Resultado                      |
| Simples feminino – 1ª fase  | Belinda Bencic [6]    | Anna Karolína Schmiedlová [PR] | 6–3, 7–5                       |
| Simples masculino – 1ª fase | Dominic Thiem [5]     | Adrian Mannarino               | 6–3, 7–5, 6–2                  |
| Simples feminino – 1ª fase  | Ajla Tomljanović      | Anastasija Sevastova [31]      | 6–1, 6–1                       |
| Simples feminino – 1ª fase  | Simona Halep [4]      | Jennifer Brady                 | 7–65, 6–1                      |
| Simples masculino – 1ª fase | Alexander Zverev [7]  | Marco Cecchinato               | 6–4, 7–64, 6–3                 |
| Melbourne Arena             |                       |                                |                                |
| Evento                      | Vencedor(a)/(es/as)   | Derrotado(a)/(os/as)           | Resultado                      |
| Simples feminino – 1ª fase  | Polona Hercog         | Rebecca Peterson               | 6–3, 6–3                       |
| Simples feminino – 1ª fase  | Madison Keys [10]     | Daria Kasatkina                | 6–3, 6–1                       |
| Simples masculino – 1ª fase | Stan Wawrinka [15]    | Damir Džumhur                  | 7–5, 46–7, 6–4, 6–4            |
| Simples masculino – 1ª fase | Alexei Popyrin        | Jo-Wilfried Tsonga [28]        | 56–7, 6–2, 6–1, 0–0, ab.       |
| Simples masculino – 1ª fase | Nick Kyrgios [23]     | Lorenzo Sonego                 | 6–2, 7–63, 7–61                |
| Simples feminino – 1ª fase  | Priscilla Hon [WC]    | Kateryna Kozlova               | 6–3, 6–4                       |
| 1573 Arena                  |                       |                                |                                |
| Evento                      | Vencedor(a)/(es/as)   | Derrotado(a)/(os/as)           | Resultado                      |
| Simples feminino – 1ª fase  | Ons Jabeur            | Johanna Konta [12]             | 6–4, 6–2                       |
| Simples masculino – 1ª fase | Fabio Fognini [12]    | Reilly Opelka                  | 3–6, 36–7, 6–4, 6–3, 7–6(10–5) |
| Simples masculino – 1ª fase | Ernests Gulbis [Q]    | Félix Auger-Aliassime [20]     | 7–5, 4–6, 7–64, 6–4            |
| Simples feminino – 1ª fase  | Elina Svitolina [5]   | Katie Boulter [PR]             | 6–4, 7–5                       |
| Simples masculino – 1ª fase | Gaël Monfils [10]     | Lu Yen-hsun [PR]               | 6–1, 6–4, 6–2                  |
| Simples masculino – 1ª fase | Kevin Anderson        | Ilya Ivashka [Q]               | 6–4, 2–6, 4–6, 6–4, 7–6(10–8)  |

## Dia 3 (22 de janeiro)
- Cabeças de chave eliminados:
  - Simples masculino:  Matteo Berrettini [8],  Grigor Dimitrov [18],  Benoît Paire [21],  Daniel Evans [30],  Hubert Hurkacz [31]
  - Simples feminino:  Aryna Sabalenka [11],  Petra Martić [13],  Dayana Yastremska [23]
  - Duplas masculinas:  Kevin Krawietz /  Andreas Mies [3]
  - Duplas femininas:  Nicole Melichar /  Xu Yifan [5],  Lyudmyla Kichenok /  Yang Zhaoxuan [14]

Ordem dos jogos:
| Rod Laver Arena             | Rod Laver Arena           | Rod Laver Arena        | Rod Laver Arena                |
| Evento                      | Vencedor(a)/(es/as)       | Derrotado(a)/(os/as)   | Resultado                      |
| --------------------------- | ------------------------- | ---------------------- | ------------------------------ |
| Simples feminino – 2ª fase  | Petra Kvitová [7]         | Paula Badosa           | 7–5, 7–5                       |
| Simples feminino – 2ª fase  | Ashleigh Barty [1]        | Polona Hercog          | 6–1, 6–4                       |
| Simples masculino – 2ª fase | Novak Djokovic [2]        | Tatsuma Ito [WC]       | 6–1, 6–4, 6–2                  |
| Simples feminino – 2ª fase  | Serena Williams [8]       | Tamara Zidanšek        | 6–2, 6–3                       |
| Simples masculino – 2ª fase | Roger Federer [3]         | Filip Krajinović       | 6–1, 6–4, 6–1                  |
| Simples feminino – 2ª fase  | Madison Keys [10]         | Arantxa Rus            | 7–63, 6–2                      |
| Margaret Court Arena        |                           |                        |                                |
| Evento                      | Vencedor(a)/(es/as)       | Derrotado(a)/(os/as)   | Resultado                      |
| Simples feminino – 2ª fase  | Naomi Osaka [3]           | Zheng Saisai           | 6–2, 6–4                       |
| Simples feminino – 2ª fase  | Caroline Wozniacki        | Dayana Yastremska [23] | 7–5, 7–5                       |
| Simples masculino – 2ª fase | Tommy Paul                | Grigor Dimitrov [18]   | 6–4, 7–66, 3–6, 36–7, 7–63     |
| Simples masculino – 2ª fase | Fabio Fognini [12]        | Jordan Thompson        | 7–64, 6–1, 3–6, 4–6, 7–6(10–4) |
| Melbourne Arena             |                           |                        |                                |
| Evento                      | Vencedor(a)/(es/as)       | Derrotado(a)/(os/as)   | Resultado                      |
| Simples feminino – 2ª fase  | Julia Görges              | Petra Martić [13]      | 4–6, 6–3, 7–5                  |
| Simples feminino – 2ª fase  | Coco Gauff                | Sorana Cîrstea         | 4–6, 6–3, 7–5                  |
| Simples masculino – 2ª fase | Milos Raonic [32]         | Cristian Garín         | 6–3, 6–4, 6–2                  |
| Simples masculino – 2ª fase | John Millman              | Hubert Hurkacz [31]    | 6–4, 7–5, 6–3                  |
| Simples masculino – 2ª fase | Roberto Bautista Agut [9] | Michael Mmoh [WC]      | 5–7, 6–2, 6–4, 6–1             |
| 1573 Arena                  |                           |                        |                                |
| Evento                      | Vencedor(a)/(es/as)       | Derrotado(a)/(os/as)   | Resultado                      |
| Simples feminino – 1ª fase  | Carla Suárez Navarro      | Aryna Sabalenka [11]   | 7–66, 7–66                     |
| Simples feminino – 1ª fase  | Elise Mertens [16]        | Danka Kovinić          | 6–2, 6–0                       |
| Simples masculino – 2ª fase | Tennys Sandgren           | Matteo Berrettini [8]  | 7–67, 6–4, 4–6, 2–6, 7–5       |

## Dia 4 (23 de janeiro)
- Cabeças de chave eliminados:
  - Simples masculino:  Nikoloz Basilashvili [26]
  - Simples feminino:  Karolína Muchová [20],  Danielle Collins [26]

Ordem dos jogos:
| Rod Laver Arena             | Rod Laver Arena             | Rod Laver Arena                      | Rod Laver Arena           |
| Evento                      | Vencedor(a)/(es/as)         | Derrotado(a)/(os/as)                 | Resultado                 |
| --------------------------- | --------------------------- | ------------------------------------ | ------------------------- |
| Simples feminino – 2ª fase  | Garbiñe Muguruza            | Ajla Tomljanović                     | 6–3, 3–6, 6–3             |
| Simples feminino – 2ª fase  | Karolína Plíšková [2]       | Laura Siegemund                      | 6–3, 6–3                  |
| Simples masculino – 2ª fase | Alexander Zverev [7]        | Egor Gerasimov                       | 7–65, 6–4, 7–5            |
| Simples feminino – 2ª fase  | Simona Halep [4]            | Harriet Dart [Q]                     | 6–2, 6–4                  |
| Simples masculino – 2ª fase | Rafael Nadal [1]            | Federico Delbonis                    | 6–3, 7–64, 6–1            |
| Margaret Court Arena        |                             |                                      |                           |
| Evento                      | Vencedor(a)/(es/as)         | Derrotado(a)/(os/as)                 | Resultado                 |
| Simples feminino – 2ª fase  | Belinda Bencic [6]          | Jeļena Ostapenko                     | 7–5, 7–5                  |
| Simples masculino – 2ª fase | Daniil Medvedev [4]         | Pedro Martínez [Q]                   | 7–5, 6–1, 6–3             |
| Simples feminino – 2ª fase  | Angelique Kerber [17]       | Priscilla Hon [WC]                   | 6–3, 6–2                  |
| Simples masculino – 2ª fase | Stan Wawrinka [15]          | Andreas Seppi                        | 4–6, 7–5, 6–3, 3–6, 6–4   |
| Simples feminino – 2ª fase  | Elina Svitolina [5]         | Lauren Davis                         | 6–2, 7–66                 |
| Melbourne Arena             |                             |                                      |                           |
| Evento                      | Vencedor(a)/(es/as)         | Derrotado(a)/(os/as)                 | Resultado                 |
| Simples feminino – 2ª fase  | Donna Vekić [19]            | Alizé Cornet                         | 6–4, 6–2                  |
| Duplas femininas – 1ª fase  | Ashleigh Barty Julia Görges | Jessica Moore [WC] Astra Sharma [WC] | 6–2, 6–3                  |
| Simples masculino – 2ª fase | Dominic Thiem [5]           | Alex Bolt [WC]                       | 6–2, 5–7, 56–7, 6–1, 6–2  |
| Simples masculino – 2ª fase | Nick Kyrgios [23]           | Gilles Simon                         | 6–2, 6–4, 4–6, 7–5        |
| 1573 Arena                  |                             |                                      |                           |
| Evento                      | Vencedor(a)/(es/as)         | Derrotado(a)/(os/as)                 | Resultado                 |
| Simples feminino – 2ª fase  | Catherine Bellis [PR]       | Karolína Muchová [20]                | 6–4, 6–4                  |
| Simples masculino – 2ª fase | Gaël Monfils [10]           | Ivo Karlović                         | 4–6, 7–68, 6–4, 7–5       |
| Simples masculino – 2ª fase | Taylor Fritz [29]           | Kevin Anderson                       | 4–6, 56–7, 7–64, 6–2, 6–2 |

## Dia 5 (24 de janeiro)
- Cabeças de chave eliminados:
  - Simples masculino:  Stefanos Tsitsipas [6],  Roberto Bautista Agut [9],  Guido Pella [22],  Dušan Lajović [24]
  - Simples feminino:  Naomi Osaka [3],  Serena Williams [8],  Madison Keys [10],  Ekaterina Alexandrova [25],  Elena Rybakina [29]
  - Duplas masculinas:  Pierre-Hugues Herbert /  Nicolas Mahut [1],  Jean-Julien Rojer /  Horia Tecău [8],  Raven Klaasen /  Oliver Marach [9],  Jürgen Melzer /  Édouard Roger-Vasselin [12]
  - Duplas femininas:  Duan Yingying /  Zheng Saisai [9],  Lucie Hradecká /  Andreja Klepač [11],  Ellen Perez /  Samantha Stosur [12]

Ordem dos jogos:
| Rod Laver Arena             | Rod Laver Arena                         | Rod Laver Arena                          | Rod Laver Arena                |
| Evento                      | Vencedor(a)/(es/as)                     | Derrotado(a)/(os/as)                     | Resultado                      |
| --------------------------- | --------------------------------------- | ---------------------------------------- | ------------------------------ |
| Simples feminino – 3ª fase  | Ashleigh Barty [1]                      | Elena Rybakina [29]                      | 6–3, 6–2                       |
| Simples feminino – 3ª fase  | Wang Qiang [27]                         | Serena Williams [8]                      | 6–4, 26–7, 7–5                 |
| Simples masculino – 3ª fase | Novak Djokovic [2]                      | Yoshihito Nishioka                       | 6–3, 6–2, 6–2                  |
| Simples feminino – 3ª fase  | Coco Gauff                              | Naomi Osaka [3]                          | 6–3, 6–4                       |
| Simples masculino – 3ª fase | Roger Federer [3]                       | John Millman                             | 4–6, 7–62, 6–4, 4–6, 7–6(10–8) |
| Margaret Court Arena        |                                         |                                          |                                |
| Evento                      | Vencedor(a)/(es/as)                     | Derrotado(a)/(os/as)                     | Resultado                      |
| Simples masculino – 3ª fase | Diego Schwartzman [14]                  | Dušan Lajović [24]                       | 6–2, 6–3, 7–67                 |
| Simples feminino – 3ª fase  | Petra Kvitová [7]                       | Ekaterina Alexandrova [25]               | 6–1, 6–2                       |
| Simples feminino – 3ª fase  | Maria Sakkari [22]                      | Madison Keys [10]                        | 6–4, 6–4                       |
| Simples masculino – 3ª fase | Milos Raonic [32]                       | Stefanos Tsitsipas [6]                   | 7–5, 6–4, 7–62                 |
| Simples feminino – 3ª fase  | Sofia Kenin [14]                        | Zhang Shuai                              | 7–5, 7–67                      |
| Melbourne Arena             |                                         |                                          |                                |
| Evento                      | Vencedor(a)/(es/as)                     | Derrotado(a)/(os/as)                     | Resultado                      |
| Duplas masculinas – 1ª fase | Nam Ji-sung [WC] Song Min-kyu [WC]      | Lleyton Hewitt [WC] Jordan Thompson [WC] | 6–2, 6–3                       |
| Simples feminino – 3ª fase  | Ons Jabeur                              | Caroline Wozniacki                       | 7–5, 3–6, 7–5                  |
| Simples masculino – 3ª fase | Marin Čilić                             | Roberto Bautista Agut [9]                | 36–7, 6–4, 6–0, 5–7, 6–3       |
| Simples masculino – 3ª fase | Fabio Fognini [12]                      | Guido Pella [22]                         | 7–60, 6–2, 6–3                 |
| 1573 Arena                  |                                         |                                          |                                |
| Evento                      | Vencedor(a)/(es/as)                     | Derrotado(a)/(os/as)                     | Resultado                      |
| Duplas femininas – 1ª fase  | Tímea Babos [2] Kristina Mladenovic [2] | Dalila Jakupović Raluca Olaru            | 7–5, 6–3                       |
| Simples masculino – 3ª fase | Márton Fucsovics                        | Tommy Paul                               | 6–1, 6–1, 6–4                  |
| Simples feminino – 3ª fase  | Alison Riske [18]                       | Julia Görges                             | 1–6, 7–64, 6–2                 |
| Simples masculino – 3ª fase | Tennys Sandgren                         | Sam Querrey                              | 6–4, 6–4, 6–4                  |

## Dia 6 (25 de janeiro)
- Cabeças de chave eliminados:
  - Simples masculino:  David Goffin [11],  Karen Khachanov [16],  John Isner [19],  Pablo Carreño Busta [27],  Taylor Fritz [29]
  - Simples feminino:  Karolína Plíšková [2],  Elina Svitolina [5],  Belinda Bencic [6],  Donna Vekić [19]
  - Duplas masculinas:  Łukasz Kubot /  Marcelo Melo [2],  Wesley Koolhof /  Nikola Mektić [5],  Jamie Murray /  Neal Skupski [14],  Máximo González /  Fabrice Martin [15]
  - Duplas femininas:  Květa Peschke /  Demi Schuurs [8]

Ordem dos jogos:
| Rod Laver Arena                           | Rod Laver Arena                        | Rod Laver Arena                      | Rod Laver Arena                  |
| Evento                                    | Vencedor(a)/(es/as)                    | Derrotado(a)/(os/as)                 | Resultado                        |
| ----------------------------------------- | -------------------------------------- | ------------------------------------ | -------------------------------- |
| Simples feminino – 3ª fase                | Anastasia Pavlyuchenkova [30]          | Karolína Plíšková [2]                | 7–64, 7–63                       |
| Simples feminino – 3ª fase                | Simona Halep [4]                       | Yulia Putintseva                     | 6–1, 6–4                         |
| Simples masculino – 3ª fase               | Rafael Nadal [1]                       | Pablo Carreño Busta [27]             | 6–1, 6–2, 6–4                    |
| Simples feminino – 3ª fase                | Garbiñe Muguruza                       | Elina Svitolina [5]                  | 6–1, 6–2                         |
| Simples masculino – 3ª fase               | Daniil Medvedev [4]                    | Alexei Popyrin                       | 6–4, 6–3, 6–2                    |
| Margaret Court Arena                      |                                        |                                      |                                  |
| Evento                                    | Vencedor(a)/(es/as)                    | Derrotado(a)/(os/as)                 | Resultado                        |
| Simples feminino – 3ª fase                | Angelique Kerber [17]                  | Camila Giorgi                        | 6–2, 46–7, 6–3                   |
| Simples feminino – 3ª fase                | Anett Kontaveit [28]                   | Belinda Bencic [6]                   | 6–0, 6–1                         |
| Simples masculino – 3ª fase               | Dominic Thiem [5]                      | Taylor Fritz [29]                    | 6–2, 6–4, 56–7, 6–4              |
| Simples masculino – 3ª fase               | Alexander Zverev [7]                   | Fernando Verdasco                    | 6–2, 6–2, 6–4                    |
| Simples feminino – 3ª fase                | Kiki Bertens [9]                       | Zarina Diyas                         | 6–2, 7–63                        |
| Melbourne Arena                           |                                        |                                      |                                  |
| Evento                                    | Vencedor(a)/(es/as)                    | Derrotado(a)/(os/as)                 | Resultado                        |
| Duplas masculinas lendárias – Round robin | Mansour Bahrami Fabrice Santoro        | Wayne Ferreira Goran Ivanišević      | 4–2, 3–4(2–5), 4–2               |
| Simples masculino – 3ª fase               | Gaël Monfils [10]                      | Ernests Gulbis [Q]                   | 7–62, 6–4, 6–3                   |
| Simples feminino – 3ª fase                | Elise Mertens [16]                     | Catherine Bellis [PR]                | 6–1, 56–7, 6–0                   |
| Simples masculino – 3ª fase               | Nick Kyrgios [23]                      | Karen Khachanov [16]                 | 6–2, 7–65, 66–7, 76–7, 7–6(10–8) |
| 1573 Arena                                |                                        |                                      |                                  |
| Evento                                    | Vencedor(a)/(es/as)                    | Derrotado(a)/(os/as)                 | Resultado                        |
| Duplas masculinas – 2ª fase               | James Duckworth [WC] Marc Polmans [WC] | Wesley Koolhof [5] Nikola Mektić [5] | 7–5, 6–3                         |
| Simples feminino – 3ª fase                | Iga Świątek                            | Donna Vekić [19]                     | 7–5, 6–3                         |
| Simples masculino – 3ª fase               | Andrey Rublev [17]                     | David Goffin [11]                    | 2–6, 7–65, 6–4, 7–64             |
| Duplas mistas – 1ª fase                   | Iga Świątek Łukasz Kubot               | Ellen Perez Luke Saville [WC]        | 6–4, 7–5                         |

## Dia 7 (26 de janeiro)
- Cabeças de chave eliminados:
  - Simples masculino:  Fabio Fognini [12],  Diego Schwartzman [14]
  - Simples feminino:  Alison Riske [18],  Maria Sakkari [22],  Wang Qiang [27]
  - Duplas masculinas:  John Peers /  Michael Venus [7],  Mate Pavić /  Bruno Soares [10]
  - Duplas mistas:  Barbora Strýcová /  Marcelo Melo [1]

Ordem dos jogos:
| Rod Laver Arena                           | Rod Laver Arena                       | Rod Laver Arena                  | Rod Laver Arena      |
| Evento                                    | Vencedor(a)/(es/as)                   | Derrotado(a)/(os/as)             | Resultado            |
| ----------------------------------------- | ------------------------------------- | -------------------------------- | -------------------- |
| Duplas masculinas lendárias – Round robin | John McEnroe Patrick McEnroe          | Thomas Muster Mats Wilander      | 4–2, 4–1             |
| Simples feminino – 4ª fase                | Petra Kvitová [7]                     | Maria Sakkari [22]               | 46–7, 6–3, 6–2       |
| Simples masculino – 4ª fase               | Novak Djokovic [2]                    | Diego Schwartzman [14]           | 6–3, 6–4, 6–4        |
| Simples feminino – 4ª fase                | Ashleigh Barty [1]                    | Alison Riske [18]                | 6–3, 1–6, 6–4        |
| Simples masculino – 4ª fase               | Roger Federer [3]                     | Márton Fucsovics                 | 4–6, 6–1, 6–2, 6–2   |
| Margaret Court Arena                      |                                       |                                  |                      |
| Evento                                    | Vencedor(a)/(es/as)                   | Derrotado(a)/(os/as)             | Resultado            |
| Duplas femininas – 3ª fase                | Hsieh Su-wei [1] Barbora Strýcová [1] | Darija Jurak Nina Stojanović     | 6–4, 6–4             |
| Simples masculino – 4ª fase               | Milos Raonic [32]                     | Marin Čilić                      | 6–4, 6–3, 7–5        |
| Simples feminino – 4ª fase                | Ons Jabeur                            | Wang Qiang [27]                  | 7–64, 6–1            |
| Duplas masculinas – 2ª fase               | Bob Bryan [13] Mike Bryan [13]        | Juan Sebastian Cabal Jaume Munar | 7–65, 6–4            |
| Melbourne Arena                           |                                       |                                  |                      |
| Evento                                    | Vencedor(a)/(es/as)                   | Derrotado(a)/(os/as)             | Resultado            |
| Duplas masculinas lendárias – Round robin | Tommy Haas Mark Phillipoussis         | Jonas Björkman Thomas Johansson  | 4–3(5–1), 4–3(5–3)   |
| Duplas masculinas – 3ª fase               | Alexander Bublik Mikhail Kukushkin    | Steve Johnson Sam Querrey        | 6–4, 6–2             |
| Simples feminino – 4ª fase                | Sofia Kenin [14]                      | Coco Gauff                       | 56–7, 6–3, 6–0       |
| Simples masculino – 4ª fase               | Tennys Sandgren                       | Fabio Fognini [12]               | 7–65, 7–5, 26–7, 6–4 |

## Dia 8 (27 de janeiro)
- Cabeças de chave eliminados:
  - Simples masculino:  Daniil Medvedev [4],  Gaël Monfils [10],  Andrey Rublev [17],  Nick Kyrgios [23]
  - Simples feminino:  Kiki Bertens [9],  Elise Mertens [16],  Angelique Kerber [17]
  - Duplas masculinas:  Marcel Granollers /  Horacio Zeballos [6],  Bob Bryan /  Mike Bryan [13],  Austin Krajicek /  Franko Škugor [16]
  - Duplas femininas:  Shuko Aoyama /  Ena Shibahara [10],  Veronika Kudermetova /  Alison Riske [13],  Viktória Kužmová /  Aliaksandra Sasnovich [15],  Sofia Kenin /  Bethanie Mattek-Sands [16]
  - Duplas mistas:  Chan Hao-ching /  Michael Venus [4],  Samantha Stosur /  Jean-Julien Rojer [7],  Hsieh Su-wei /  Neal Skupski [8]

Ordem dos jogos:
| Rod Laver Arena                           | Rod Laver Arena                    | Rod Laver Arena                      | Rod Laver Arena          |
| Evento                                    | Vencedor(a)/(es/as)                | Derrotado(a)/(os/as)                 | Resultado                |
| ----------------------------------------- | ---------------------------------- | ------------------------------------ | ------------------------ |
| Simples feminino – 4ª fase                | Simona Halep [4]                   | Elise Mertens [16]                   | 6–4, 6–4                 |
| Simples masculino – 4ª fase               | Dominic Thiem [5]                  | Gaël Monfils [10]                    | 6–2, 6–4, 6–4            |
| Simples feminino – 4ª fase                | Garbiñe Muguruza                   | Kiki Bertens [9]                     | 6–3, 6–3                 |
| Simples masculino – 4ª fase               | Rafael Nadal [1]                   | Nick Kyrgios [23]                    | 6–3, 3–6, 7–66, 7–64     |
| Duplas masculinas – Quartas de final      | Alexander Bublik Mikhail Kukushkin | James Duckworth Marc Polmans [WC]    | 7–66, 7–5                |
| Margaret Court Arena                      |                                    |                                      |                          |
| Evento                                    | Vencedor(a)/(es/as)                | Derrotado(a)/(os/as)                 | Resultado                |
| Duplas masculinas lendárias – Round robin | Pat Cash Mark Woodforde            | Thomas Muster Mats Wilander          | 4–1, 3–4(4–5), 4–3(5–1)  |
| Duplas masculinas – 3ª fase               | Henri Kontinen Jan-Lennard Struff  | Simone Bolelli Benoît Paire          | 7–5, 6–3                 |
| Simples masculino – 4ª fase               | Stan Wawrinka [15]                 | Daniil Medvedev [4]                  | 6–2, 2–6, 4–6, 7–62, 6–2 |
| Simples feminino – 4ª fase                | Anastasia Pavlyuchenkova [30]      | Angelique Kerber [17]                | 56–7, 7–64, 6–2          |
| Melbourne Arena                           |                                    |                                      |                          |
| Evento                                    | Vencedor(a)/(es/as)                | Derrotado(a)/(os/as)                 | Resultado                |
| Duplas masculinas lendárias – Round robin | Tommy Haas Mark Philippoussis      | Henri Leconte Todd Woodbridge        | 3–4(3–5), 4–1, 4–1       |
| Simples feminino – 4ª fase                | Anett Kontaveit [28]               | Iga Świątek                          | 46–7, 7–5, 7–5           |
| Duplas masculinas – 3ª fase               | Ivan Dodig Filip Polášek [4]       | Bob Bryan Mike Bryan [13]            | 6–3, 6–4                 |
| Duplas femininas – 3ª fase                | Coco Gauff Caty McNally            | Shuko Aoyama [10] Ena Shibahara [10] | 4–6, 7–5, 6–3            |
| Simples masculino – 4ª fase               | Alexander Zverev [7]               | Andrey Rublev [17]                   | 6–4, 6–4, 6–4            |

## Dia 9 (28 de janeiro)
- Cabeças de chave eliminados:
  - Simples masculino:  Milos Raonic [32]
  - Simples feminino:  Petra Kvitová [7]
  - Duplas femininas:  Elise Mertens /  Aryna Sabalenka [3],  Gabriela Dabrowski /  Jeļena Ostapenko [6]

Ordem dos jogos:
| Rod Laver Arena                           | Rod Laver Arena                               | Rod Laver Arena                             | Rod Laver Arena          |
| Evento                                    | Vencedor(a)/(es/as)                           | Derrotado(a)/(os/as)                        | Resultado                |
| ----------------------------------------- | --------------------------------------------- | ------------------------------------------- | ------------------------ |
| Simples feminino – Quartas de final       | Sofia Kenin [14]                              | Ons Jabeur                                  | 6–4, 6–4                 |
| Simples feminino – Quartas de final       | Ashleigh Barty [1]                            | Petra Kvitová [7]                           | 7–66, 6–2                |
| Simples masculino – Quartas de final      | Roger Federer [3]                             | Tennys Sandgren                             | 6–3, 2–6, 2–6, 7–68, 6–3 |
| Simples masculino – Quartas de final      | Novak Djokovic [2]                            | Milos Raonic [32]                           | 6–4, 6–3, 7–61           |
| Duplas masculinas – Quartas de final      | Max Purcell [WC] Luke Saville [WC]            | Santiago González Ken Skupski               | 6–2, 6–4                 |
| Margaret Court Arena                      |                                               |                                             |                          |
| Evento                                    | Vencedor(a)/(es/as)                           | Derrotado(a)/(os/as)                        | Resultado                |
| Duplas masculinas lendárias – Round robin | Mansour Bahrami Fabrice Santoro               | Pat Cash Mark Woodforde                     | 4–3(5–2), 4–2            |
| Duplas femininas – Quartas de final       | Barbora Krejčíková [4] Kateřina Siniaková [4] | Gabriela Dabrowski [6] Jeļena Ostapenko [6] | 3–6, 6–2, 6–3            |
| Duplas masculinas – Quartas de final      | Ivan Dodig [4] Filip Polášek [4]              | Marcelo Arévalo Jonny O'Mara                | 6–3, 6–2                 |
| Duplas mistas – Quartas de final          | Barbora Krejčíková [5] Nikola Mektić [5]      | Amanda Anisimova [WC] Nick Kyrgios [WC]     | 4–6, 6–4, [10–8]         |

## Dia 10 (29 de janeiro)
- Cabeças de chave eliminados:
  - Simples masculino:  Rafael Nadal [1],  Stan Wawrinka [15]
  - Simples feminino:  Anett Kontaveit [28],  Anastasia Pavlyuchenkova [30]
  - Duplas femininas:  Barbora Krejčíková /  Kateřina Siniaková [4],  Chan Hao-ching /  Latisha Chan [7]

Ordem dos jogos:
| Rod Laver Arena                           | Rod Laver Arena                         | Rod Laver Arena                               | Rod Laver Arena       |
| Evento                                    | Vencedor(a)/(es/as)                     | Derrotado(a)/(os/as)                          | Resultado             |
| ----------------------------------------- | --------------------------------------- | --------------------------------------------- | --------------------- |
| Simples feminino – Quartas de final       | Simona Halep [4]                        | Anett Kontaveit [28]                          | 6–1, 6–1              |
| Simples feminino – Quartas de final       | Garbiñe Muguruza                        | Anastasia Pavlyuchenkova [30]                 | 7–5, 6–3              |
| Simples masculino – Quartas de final      | Alexander Zverev [7]                    | Stan Wawrinka [15]                            | 1–6, 6–3, 6–4, 6–2    |
| Simples masculino – Quartas de final      | Dominic Thiem [5]                       | Rafael Nadal [1]                              | 7–63, 7–64, 4–6, 7–66 |
| Duplas mistas – Quartas de final          | Astra Sharma John-Patrick Smith         | Iga Świątek Łukasz Kubot                      | 3–6, 7–64, [10–3]     |
| Margaret Court Arena                      |                                         |                                               |                       |
| Evento                                    | Vencedor(a)/(es/as)                     | Derrotado(a)/(os/as)                          | Resultado             |
| Duplas masculinas lendárias – Round robin | Henri Leconte Todd Woodbridge           | Wayne Ferreira Goran Ivanišević               | 3–4(1–5), 4–1, 4–2    |
| Duplas mistas – Quartas de final          | Bethanie Mattek-Sands Jamie Murray      | Zheng Saisai Joran Vliegen                    | 6–3, 6–4              |
| Duplas femininas – Semifinais             | Hsieh Su-wei [1] Barbora Strýcová [1]   | Barbora Krejčíková [4] Kateřina Siniaková [4] | 6–2, 6–3              |
| Duplas femininas – Semifinais             | Tímea Babos [2] Kristina Mladenovic [2] | Chan Hao-ching [7] Latisha Chan [7]           | 7–5, 6–2              |

## Dia 11 (30 de janeiro)
- Cabeças de chave eliminados:
  - Simples masculino:  Roger Federer [3]
  - Simples feminino:  Ashleigh Barty [1],  Simona Halep [4]
  - Duplas masculinas:  Ivan Dodig /  Filip Polášek [4]
  - Duplas mistas:  Latisha Chan /  Ivan Dodig [6]

Ordem dos jogos:
| Rod Laver Arena                          | Rod Laver Arena                           | Rod Laver Arena                    | Rod Laver Arena    |
| Evento                                   | Vencedor(a)/(es/as)                       | Derrotado(a)/(os/as)               | Resultado          |
| ---------------------------------------- | ----------------------------------------- | ---------------------------------- | ------------------ |
| Duplas masculinas – Semifinais           | Max Purcell [WC] Luke Saville [WC]        | Ivan Dodig [4] Filip Polášek [4]   | 76–7, 6–3, 6–4     |
| Simples feminino – Semifinais            | Sofia Kenin [14]                          | Ashleigh Barty [1]                 | 7–66, 7–5          |
| Simples feminino – Semifinais            | Garbiñe Muguruza                          | Simona Halep [4]                   | 7–68, 7–5          |
| Simples masculino – Semifinais           | Novak Djokovic [2]                        | Roger Federer [3]                  | 7–61, 6–4, 6–3     |
| Duplas – Exibição                        | Tommy Haas Marat Safin                    | Lleyton Hewitt Goran Ivanišević    | 3–4(3–5), 4–2, 4–2 |
| Margaret Court Arena                     |                                           |                                    |                    |
| Evento                                   | Vencedor(a)/(es/as)                       | Derrotado(a)/(os/as)               | Resultado          |
| Duplas masculinas – Semifinais           | Rajeev Ram [11] Joe Salisbury [11]        | Alexander Bublik Mikhail Kukushkin | 4–6, 6–3, 6–4      |
| Duplas mistas – Quartas de final         | Barbora Krejčíková [5] Nikola Mektić [5]  | Nadiia Kichenok Rohan Bopanna      | 6–0, 6–2           |
| Duplas mistas – Quartas de final         | Gabriela Dabrowski [3] Henri Kontinen [3] | Latisha Chan [6] Ivan Dodig [6]    | 7–5, 7–62          |
| Duplas tetraplégicas cadeirantes – Final | Dylan Alcott Heath Davidson               | Andrew Lapthorne David Wagner      | 6–4, 6–3           |

## Dia 12 (31 de janeiro)
- Cabeças de chave eliminados:
  - Simples masculino:  Alexander Zverev [7]
  - Duplas femininas:  Hsieh Su-wei /  Barbora Strýcová [1]
  - Duplas mistas:  Gabriela Dabrowski /  Henri Kontinen [3]

Ordem dos jogos:
| Rod Laver Arena                | Rod Laver Arena                          | Rod Laver Arena                           | Rod Laver Arena      |
| Evento                         | Vencedor(a)/(es/as)                      | Derrotado(a)/(os/as)                      | Resultado            |
| ------------------------------ | ---------------------------------------- | ----------------------------------------- | -------------------- |
| Duplas mistas – Semifinais     | Barbora Krejčíková [5] Nikola Mektić [5] | Gabriela Dabrowski [3] Henri Kontinen [3] | 3–6, 6–3, [10–5]     |
| Duplas mistas – Semifinais     | Bethanie Mattek-Sands Jamie Murray       | Astra Sharma John-Patrick Smith [WC]      | 6–3, 7–64            |
| Duplas femininas – Final       | Tímea Babos [2] Kristina Mladenovic [2]  | Hsieh Su-wei [1] Barbora Strýcová [1]     | 6–2, 6–1             |
| Simples masculino – Semifinais | Dominic Thiem [5]                        | Alexander Zverev [7]                      | 3–6, 6–4, 7–63, 7–64 |

## Dia 13 (1º de fevereiro)
Ordem dos jogos:
| Rod Laver Arena                         | Rod Laver Arena                          | Rod Laver Arena                    | Rod Laver Arena  |
| Evento                                  | Vencedor(a)/(es/as)                      | Derrotado(a)/(os/as)               | Resultado        |
| --------------------------------------- | ---------------------------------------- | ---------------------------------- | ---------------- |
| Simples masculino juvenil – Final       | Harold Mayot [1]                         | Arthur Cazaux [5]                  | 6–4, 6–1         |
| Simples feminino juvenil – Final        | Victoria Jiménez Kasintseva [9]          | Weronika Baszak                    | 5–7, 6–2, 6–2    |
| Simples tetraplégico cadeirante – Final | Dylan Alcott [1]                         | Andy Lapthorne [2]                 | 6–0, 6–4         |
| Simples feminino – Final                | Sofia Kenin [14]                         | Garbiñe Muguruza                   | 4–6, 6–2, 6–2    |
| Duplas mistas – Final                   | Barbora Krejčíková [5] Nikola Mektić [5] | Bethanie Mattek-Sands Jamie Murray | 5–7, 6–4, [10–1] |

## Dia 14 (2 de fevereiro)
- Cabeças de chave eliminados:
  - Simples masculino:  Dominic Thiem [5]

Ordem dos jogos:
| Rod Laver Arena           | Rod Laver Arena                    | Rod Laver Arena                    | Rod Laver Arena         |
| Evento                    | Vencedor(a)/(es/as)                | Derrotado(a)/(os/as)               | Resultado               |
| ------------------------- | ---------------------------------- | ---------------------------------- | ----------------------- |
| Duplas masculinas – Final | Rajeev Ram [11] Joe Salisbury [11] | Max Purcell [WC] Luke Saville [WC] | 6–4, 6–2                |
| Simples masculino – Final | Novak Djokovic [2]                 | Dominic Thiem [5]                  | 6–4, 4–6, 2–6, 6–3, 6–4 |